# Sebastian Kräuter
Sebastian Kräuter (* 22. Dezember 1922 in Nițchidorf (deutsch: Nitzkydorf), Königreich Rumänien; † 29. Januar 2008 in Timișoara, Rumänien) war Bischof des Bistums Timișoara in Rumänien zwischen 1990 und 1999.

## Familie
Sebastian Kräuter wurde als Sohn des Kaufmanns Balthasar Kräuter und dessen Ehefrau Katharina Kräuter, geb. Nasz, geboren.
Sein Bruder, der promovierte Theologe Franz Kräuter, war über viele Jahre Archivar des Bistums Timișoara. Die Vorfahren des Vaters von Sebastian Kräuter stammten aus dem pfälzischen Hauenstein und wanderten im 18. Jahrhundert in das Banat ein.

## Leben
Sebastian Kräuter besuchte die Volksschule in Nițchidorf. Später folgten der Besuch der Mittelschule (Knabenlyzeum der Banatia) und das Studium der Philosophie und Theologie am Priesterseminar in Timișoara. Er empfing die Priesterweihe am 2. Juni 1946 im Dom von Timișoara durch den Bischof Augustin Pacha. Zwischen 1946 und 1964 war er Kaplan der Pfarrei Giarmata, danach bis 1983 Pfarrer dieser Gemeinde.
Als Examinator Prosynodalis war er langjährig für das Ordinariat tätig, Papst Johannes Paul II. setzte ihn von 1983 bis 1990 selbst als Ordinarius „Substitutus ad Nutum Sancti Sedis“ ein. Nach 40-jähriger Sedisvakanz wurde er 1990 von Papst Johannes Paul II. zum Bischof – „Episcopus Timisoarensis“ – des Bistums Timișoara ernannt. Die Bischofsweihe am 28. April 1990 als der 92. Nachfolger des Heiligen Gerhard im Bistum Cenad-Timișoara spendeten ihm Angelo Kardinal Sodano sowie den Mitkonsekratoren Erzbischöfe Adalbert Boros, Timișoara, und Lajos Bálint, Alba Iulia. Es war die sechste Bischofsweihe in der fast tausendjährigen Geschichte des Bistums Timișoara im Banat.
Sebastian Kräuter war Mitherausgeber und Verfasser des Vorworts der 1995 publizierten Biografie über seinen Vorgänger Augustin Pacha „Erinnerungen an Bischof Pacha. Ein Stück Banater Heimatgeschichte“. Diese war durch die Sammlung von Daten und Manuskripten seines Bruders Franz Kräuter entstanden.
Sebastian Kräuter überreichte nach seinem altersbedingten Rücktritt 1999 den Hirtenstab persönlich an seinen Nachfolger Martin Roos. Er wurde am 1. Februar 2008 in der Krypta des Domes von Timișoara beigesetzt.